# Film drogi

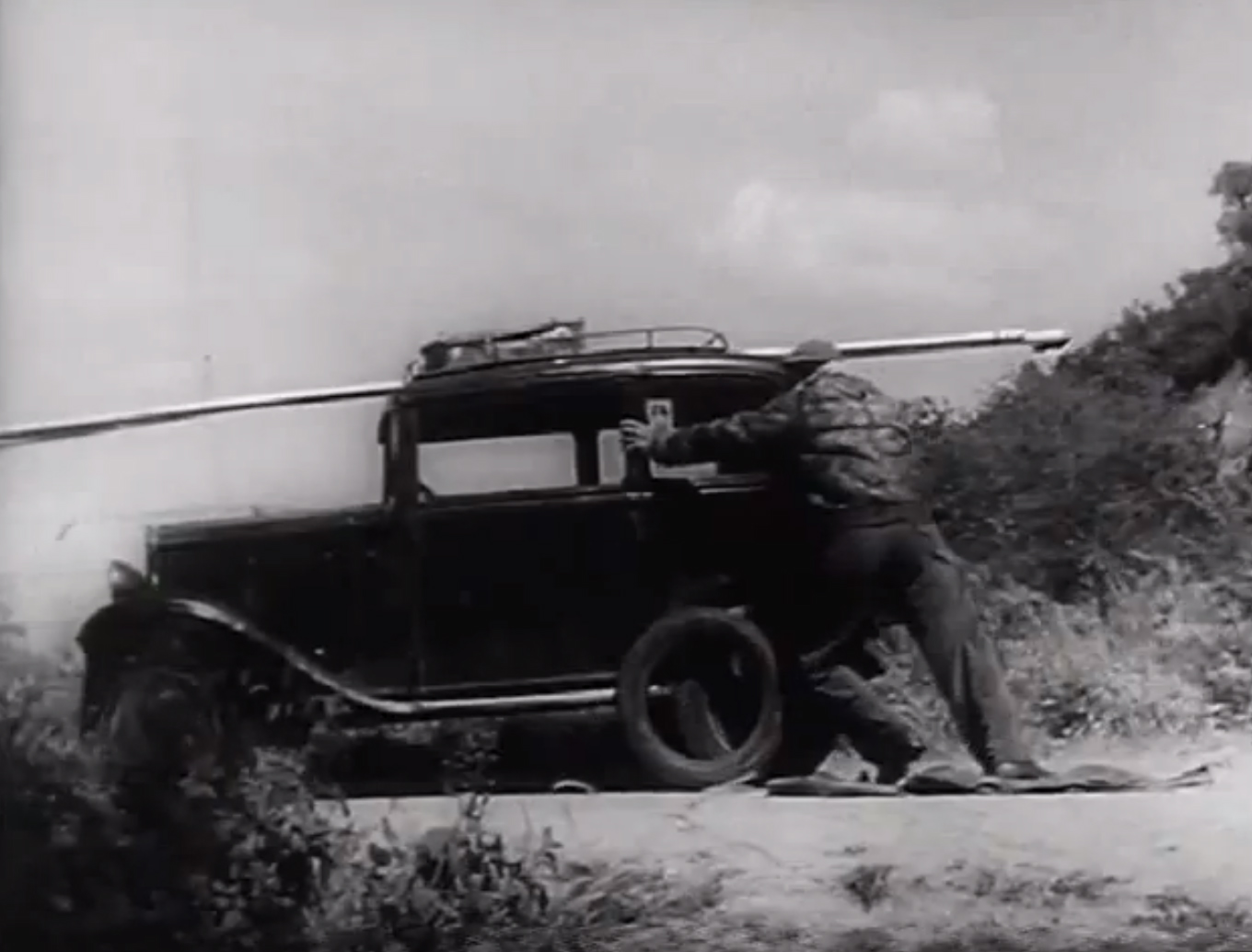
Kadr z filmu La strada, 1954

Film drogi (ang. road movie), kino drogi – rodzaj filmu, w którym akcja toczy się na drodze podczas podróży i jest zazwyczaj skupiona na jednym bohaterze, na jego przeżyciach, emocjach i ewentualnej przemianie podczas przebywania drogi. Sama droga nie jest głównym elementem fabuły, ale jest podrzędnym głównym elementem wyrazu, przestrzenią i medium na którym rozgrywa się akcja, lub za pomocą którego rozgrywa się akcja.

## Przykładowe filmy drogi
- Ale jazda![3]
- Alicja w miastach
- Autostopowicz
- Aż na koniec świata (reż. W. Wenders)
- Baby są jakieś inne
- Blue Highway
- Bonneville
- Bonnie i Clyde
- Bracie, gdzie jesteś?
- Brudna Mary, świrus Larry
- Cry macho
- Czarny pies
- Dead Hooker in a Trunk
- Doskonały świat
- Droga
- Dyliżans
- Dzikość serca
- Dzienniki motocyklowe
- Gone in Sixty Seconds
- Grindhouse: Death Proof
- Honkytonk Man
- Jazda
- Konwój
- La strada
- Mad Max
- Mistrz kierownicy ucieka
- Paryż, Teksas
- Pociąg do Darjeeling
- Pojedynek na szosie
- Prosta historia
- Przemytnik
- Rain Man
- Sugarland Express
- Swobodny jeździec
- Tam, gdzie rosną poziomki
- Thelma i Louise
- Ucieczka gangstera
- Urodzeni mordercy
- W drodze
- Wszystko stracone
- Wszystko za życie
- Zabriskie Point
- Z biegiem czasu
- Znikający punkt